# En natt i Venedig
En natt i Venedig (tyska: Eine Nacht in Venedig) är en österrikisk operett i tre akter komponerad av Johann Strauss d.y. till ett libretto av F. Zell (Camillo Walzel) och Richard Genée baserat på Le Château Trompette av Eugène Cormon och Richard Genée. Den hade urpremiär den 3 oktober 1883 på Neues Friedrich-Wilhelmstädtisches Theater i Berlin med kompositören själv som dirigent. Strauss femton operetter hade alla premiär i Wien - med undantag för En natt i Venedig.

## Historia
Johann Strauss hade börjat arbeta på librettot till Venezianische Nächte - senare omdöpt till Eine Nacht in Venedig - på inrådan av sin andra hustru Angelica Dittrich. Succén med Det lustiga kriget (1881) hade gjort henne medveten om Johanns särskilda förkärlek för ämnen med italiensk bakgrund, och hon uppmanade honom att ta sig an librettot från de erfarna librettisterna Zell och Genée. Strauss inledde samarbetet på våren 1882. Långt senare skulle en irriterad Walzel beklaga sig för Strauss (i ett brev daterat 15 juli 1886) om ständiga störningar från fru Strauss: "Tiden, platsen, karaktärerna, till och med dekoren till den tredje akten dikterades för oss (av Frau Lili), och det skulle kanske ha slutat på ett annat sätt om vi hade fått arbeta av egen fri vilja!" Angelica var en karriärlysten kvinna, målmedveten och arbetsam. Hon hade föresatt sig att hon skulle bli teaterchef och gjorde allt för att maken och hon skulle förvärva teatern Theater an der Wien. Långt framskridna planer fanns också att Johann Strauss skulle gripa in i teaterns ledning. Men så blev det inte till Angelicas stor besvikelse. Då provade hon en annan väg till inflytande över teatern. 1882 inledde hon en kärleksförbindelse med den unge teaterdirektören Franz Steiner. Naturligtvis skedde detta bakom ryggen på Johann Strauss.
Strauss avbröt omedelbart arbetet med operetten. Angelica flyttade in hos Steiner i september men det dröjde inte länge förrän Johann träffade den kvinna som skulle komma att bli hans tredje hustru, Adèle Strauss. Inte förrän i början av 1883 återupptog han komponerandet. Redan innan han slutförde arbetet med operetten hade han bestämt att den inte skulle få premiär på Theater an der Wien, där nu Angelica tronade som teaterdirektör tillsammans med Franz Steiner. Den 8 november 1882 infann sig Johann Strauss i Berlin för att dirigera den 250:e föreställningen av sin operett Det lustiga kriget. I samband därmed gjorde han upp med direktör Julius Fritzsche på Neues Friedrich-Wilhelmstädtisches Theater att En natt i Venedig skulle uruppföras i Berlin. Teatern hade med framgång spelat Strauss operetter. En dryg månad senare reste Strauss, med Adèle vid sin sida, till Budapest för att övervara den första föreställningen av Det lustiga kriget där.
I god tid före premiären den 3 oktober 1883 hade Strauss kommit till Berlin för att följa repetitionsarbetet. I ett brev från Berlin den 20 september skrev Adèle att Johann Strauss var "nöjd mycket nöjd med rollbesättningen" men tillade att "men jag måste erkänna att vi har orsak att oroa oss för publikens dom vad gäller texten. Inte ett spår av komik, än mindre en intressant händelse eller en intagande handling. Jean [= Johann] hoppas att aktörernas framträdande skall rädda föreställningen.". Johann Strauss skrev själv i ett brev två dagar senare: "...direktör Fritzsche har gjort några lyckliga tillägg i manuskriptet. Vid Cibolettas entré låter han henne snubbla över ett par pojkar, som sedan sparkar henne i ändan. Detta är den effektfullaste scen i hela pjäsen..."

### Premiär

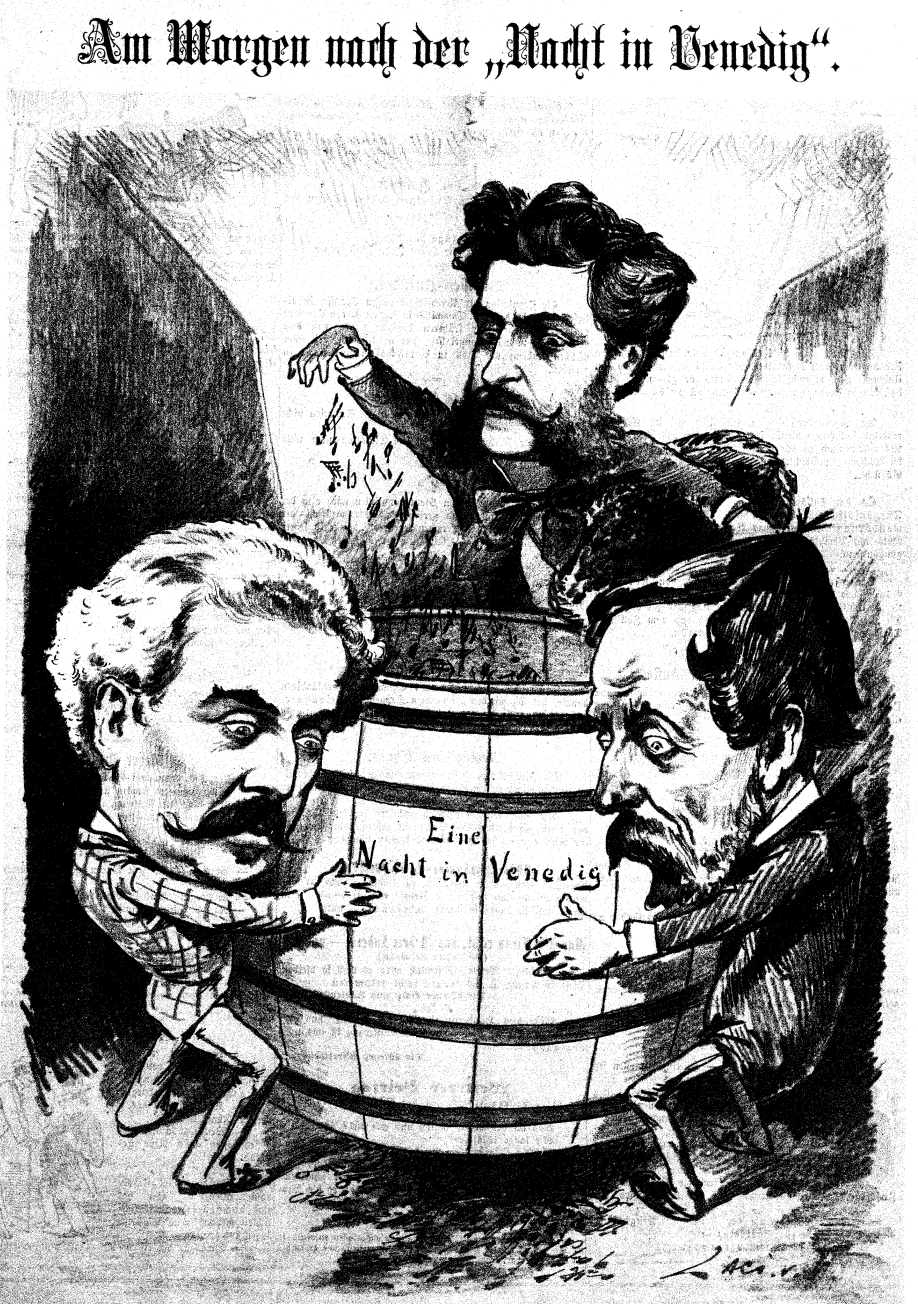
Skämtteckning i tidningen Die Bombe med texten "På morgonen efter 'En natt i Venedig'.

Premiärföreställningen dirigerades av Strauss och blev mer eller mindre ett fiasko. Tidningen Berliner Tageblatt rapporterade dagen efter premiären att Strauss hade "hälsats med varma applåder då intog dirigentpulten och varje smekande melodi i första akten belönades med långa applåder". Men allteftersom kvällen förflöt började Strauss förnimma en stigande oro i salongen men han kunde inte avgöra om den berodde på textens "dårskap" och "långtråkighet" eller hans egen musik. Då tenoren Sigmund Steiner i akt III började sjunga "Lagunen-Walzer" (Nr. 15) och kom till helt ofrivilligt komiska textraden "Om natten är katterna grå, då jamar de kärligt mjao", började publiken skratta, jama och skrika. Föreställningen fick avbrytas för en stund. Sedan lyckades den märkbart skakade kompositören fortsätta stycket till slut. Resten av föreställningen passerade utan incidenter och i slutet förekom åter igen vänliga applåder. Den misslyckade premiären gav naturligtvis eko inte minst i Wien, där man på Theater an der Wien arbetade med den något annorlunda utformade versionen, som skulle framföras en vecka efter premiären i Berlin. En period av snabba musikaliska och textliga omarbetningar fick ske i all hast men vid det laget var Strauss ytterst missnöjd med operetten. På titelsidan av manuskriptet till ouvertyren skrev han dedikationen: "Till min käre svåger Josef Simon att nyttja som toalettpapper. Mycket nöje!" Trots Strauss pessimism blev Wienpremiären en stor succé. Reportern för Die Presse skrev den 10 oktober om premiären: "En tumultartad applåd som varade flera minuter hälsade maestron som hade återvänt hem. Hyllningarna var så stora och högljudda att man knappt kunde höra orkesterns fanfarer. Den orkanliknande applådåskan gav så småningom vika för den tystnad som oftast kan höras i Wien under ouvertyren. Det skulle förmodligen trötta våra läsare om vi i detalj redogjorde för alla eldiga ovationer som kom Johann Strauss till gagn denna afton. Vi kan dock bara konstatera att så gott som varje nummer fick tas om på allmän begäran".
Ingen annan av Strauss operetter har blivit föremål för så många bearbetningar som En natt i Venedig. Både textmaterialet, handlingen och musiken har stuvats om åtskilliga gånger. Erich Korngold, som bearbetat även andra Straussoperetter, är upphov till en bearbetning från 1929, där förutom en tätare instrumentering också sången "Sei mir gegrüsst du holdes Venezia" med musik ur Simplicius (Nr. 15 med texten "Der Frühling lacht, es singen die Vögelein") lagts till som en sång för hertigen - inte minst för att passa operatenoren Richard Tauber. Hertigen fick också i Korngolds version övertaga Anninas kuplett "Was mir der Zufall gab", för att i stället sjunga den i transponerad form till texten "Treu sein das liegt mir nicht". Det har spekulerats i att Richard Genée skulle ha komponerat huvuddelen av musiken till En natt i Venedig. Av korrespondensen mellan Adèle och Genée framgår att Genée hjälpt till med dubblering av orkesterstämmor och utformning av en kuplett, vars musik Strauss vid ett tidigare tillfälle spelat upp för Genée efter partitursidor och skissanteckningar gjorda av Strauss. Genées värdefulla hjälp i tidsbesparande syfte ska inte förringas, men heller inte överdrivas. Liksom för Det lustiga kriget fick Strauss kontraktsenligt 50% av tantiemet medan Zell och Genée fick 25% vardera. Theater an der Wien framförde En natt i Venedig sammanlagt 160 gånger.
Operetten hade svensk premiär på Oscarsteatern i Stockholm 1915 i svensk översättning av Nalle Halldén.

## Personer
| Roller                                         | Stämma      |
| ---------------------------------------------- | ----------- |
| Guido, hertig av Urbino                        | tenor       |
| Caramello, hertigens barberare                 | tenor       |
| Bartolomeo Delacqua, senator av Venedig        | baryton     |
| Barbara Delacqua, hans hustru                  | mezzosopran |
| Annina, en fiskarflicka, Barbaras fostersyster | sopran      |
| Ciboletta, husa hos Delacqua                   | sopran      |
| Pappacoda, kock                                | baryton     |
| Stefano Barbaruccio, senator av Venedig        |             |
| Agricola Barbaruccio, hans hustru              | mezzosopran |
| Centurio, hertigens page                       |             |

## Handling
Handlingen tilldrar sig i 1700-talets Venedig, där den som kvinnoförförare kände hertigen av Urbino kommer för att utse en ny förvaltare. Stadens senatorer försöker att sätta sin mer eller mindre vackra hustrur i säkerhet, men hertigen är listig. Han låter förstå att den senator vars hustru inte kommer till festen inte heller kommer i fråga till den åtråvärda befattningen.  Senator Delacqua försöker att överlista hertigen genom att skicka sin hustru till ön Murano, samtidigt som han infinner sig på festen tillsammans med sitt hembiträde Ciboletta, som han föreställer som sin hustru. Hertigen har å sin sida redan enleverat Delacquas hustru, som gäller för att vara Venedigs vackraste kvinna. Hertigens barberare, Caramello, har fått order att utklädd till gondoljär hämta senatorsfrun Barbara, och i stället för till Murano föra henne till hertigens palats. Barbara har en älskare och har därför tänkt lura sin åldrige make genom att be fiskarflickan Annina att taga plats i gondolen. Resultatet blir således att Caramello levererar fiskarflickan Annina till hertigen och senatorn kommer med sin kammarjungfru. Hertigen vet inte vilken av flickorna som är den sköna Barbara, men de två flickorna är tillräckligt vackra för att behaga hertigen vid en avskild måltid, som störs av flickornas pojkvänner. Caramello är nämligen sedan gammalt intresserad av Annina och Ciboletta går och väntar på att få gifta sig med makaronikocken Pappacoda.
I tredje akten samlar alla på Markusplatsen för demaskering. Då får hertigen klart för sig att han trots alla ansträngningar blivit lurad på den sköna Barbaras sällskap. Detta tar han med jämnmod och utnämner sin barberare till förvaltare och Pappacoda till kock.

## Musiken
- Ouvertyr

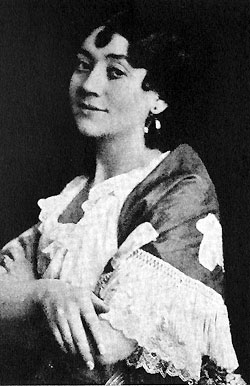
Naima Wifstrand i En natt i Venedig

- Nr. 1 Introduktion (Pappacoda, kör)
- Nr. 2 Lied och kör (Annina, kör)
- Nr. 3 Duett (Ciboletta, Pappacoda)
- Nr. 4 Aria med kör (Caramello, kör)
- Nr. 5 Duett (Annina, Caramello)
- Nr. 6a Kvartett (Annina, Ciboletta, Caramello, Pappacoda)
- Nr. 6b Melodram
- Nr. 7a Final I (Alla)
- Nr. 7b Mellanspel
- Nr. 8a Introduktion (till akt II) (Annina, Hertigen, Centurio, kör)
- Nr. 8b Abgang (Annina, Hertigen, Centurio, kör)
- Nr. 9 Lied (Annina)
- Nr. 10 Duett (Annina, Hertigen)
- Nr. 11 Ensemle och Couplets (Caramello, Pappacoda, kör)
- Nr. 12 Kvartett (Annina, Ciboletta, Hertigen, Delacqua)
- Nr. 13 Final II (Alla)
- Nr. 14 Introduktion (Kör)
- Nr. 15 Lagunen-Walzer (Caramello)
- Nr. 16 Spottlied (Annina, kör)
- Nr. 17a Processionsmarsch (Orkester)
- Nr. 17b Final III

Under många år hade familjen Strauss gjort reklam för olika kompositörers operor och operetter genom att sammanställa egna orkesterverk med teman från verken. I och med Indigo und die 40 Räuber påbörjade Johann Strauss ett liknande tillvägagångssätt men denna gång med sina egna operetter. Utifrån musiken till En natt i Venedig sammanställde han sammanlagt sex separata orkesterverk:
- Lagunen-Walzer, Vals, Opus 411
- Pappacoda-Polka, Polka-francaise, Opus 412
- So ängstlich sind wir nicht, Schnellpolka, Opus 413
- Die Tauben von San Marco, Polka-francaise, Opus 414
- Annina, Polkamazurka, Opus 415
- Eine Nacht in Venedig, Kadrilj, Opus 402